# Clathria anthoides
Clathria anthoides är en svampdjursart som beskrevs av Claude Lévi 1993. Clathria anthoides ingår i släktet Clathria och familjen Microcionidae. Inga underarter finns listade i Catalogue of Life.